# Poé
Pour Poe, voir Poe.
Poé est une commune rurale située dans le département de Zawara de la province de Sanguié dans la région du Centre-Ouest au Burkina Faso.